# منتجع خرائب المستقبل

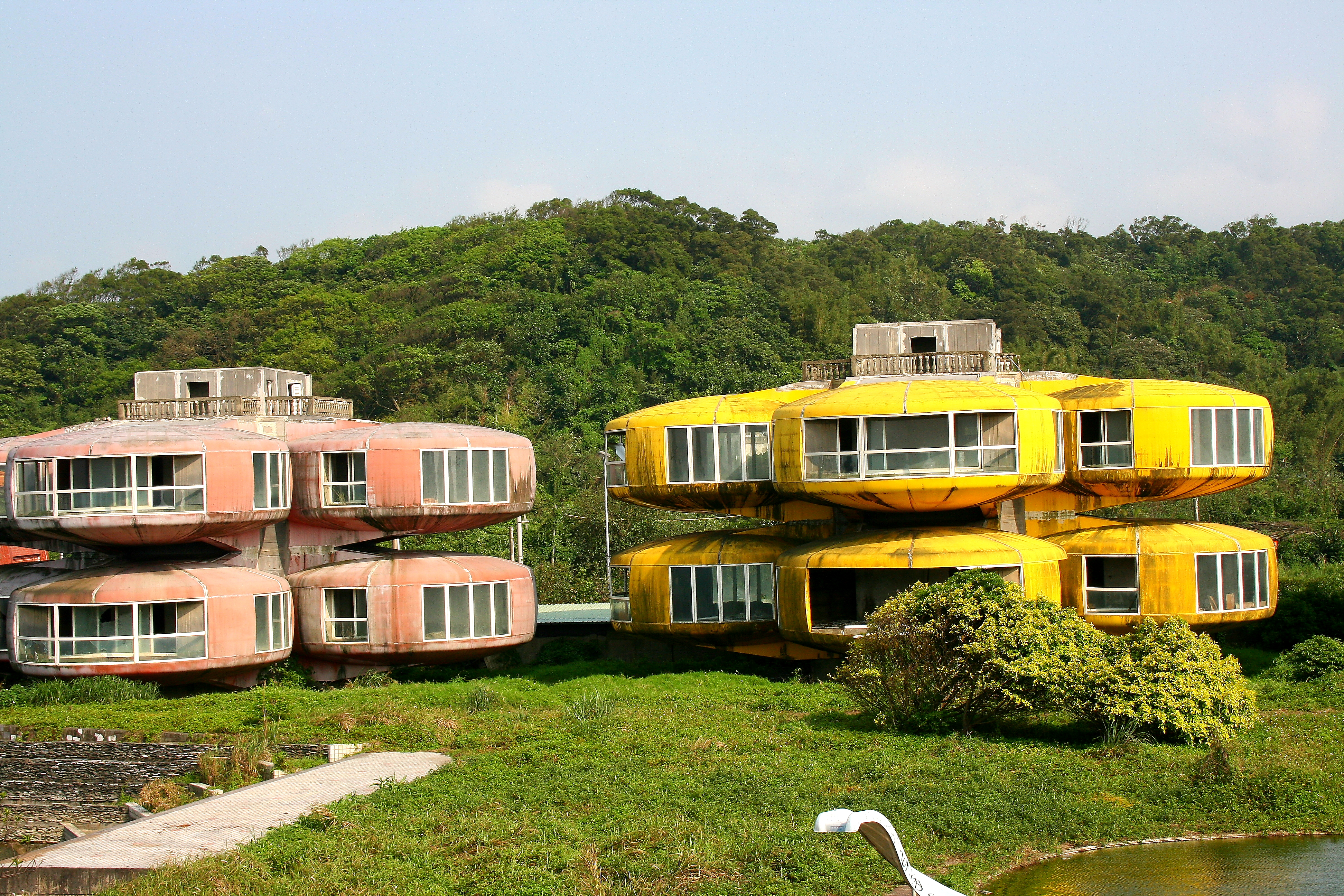
منتجع خرائب المستقبل

منتجع خرائب المستقبل (صينية: 三芝飛碟屋) هي مجموعة من المباني المهجورة والتي لم تكتمل أبداً تقع في حي سانزاهي، مدينة تايبيه الجديدة، في تايوان. تشبه المباني منازل فوتورو (منازل المستقبل)، وبعضها يمكن العثور عليه في أماكن أخرى في تايوان. يعد الموقع الذي تقع فيه المباني مملوكاً لمجموعة هونغ كو.